# Brisbane International 2025 - Qualificazioni singolare femminile
Le qualificazioni del singolare del Brisbane International 2025 sono un torneo di tennis preliminare per accedere alla fase finale della manifestazione disputate il 27 e 28 dicembre 2024. Le vincitrici dell'ultimo turno sono entrate di diritto nel tabellone principale. In caso di ritiro di una o più giocatrici aventi diritto sono subentrati i Lucky loser, ossia le giocatrici che hanno perso nell'ultimo turno ma che avevano una classifica più alta rispetto alle altre partecipanti che avevano comunque perso nel turno finale.

## Teste di Serie
1. Zeynep Sönmez (ultimo turno)
2. Harriet Dart (primo turno)
3. Sara Sorribes Tormo (ultimo turno, ritirata)
4. Daria Saville (primo turno)
5. Anna Karolína Schmiedlová (ultimo turno)
6. Ana Bogdan (qualificata)

1. Polina Kudermetova (qualificata)
2. Anca Todoni (qualificata)
3. Eva Lys (primo turno)
4. Heather Watson (primo turno)
5. Maddison Inglis (qualificata)
6. Sára Bejlek (qualificata)

## Qualificate
1. Polina Kudermetova
2. Priscilla Hon
3. Sára Bejlek

1. Maddison Inglis
2. Anca Todoni
3. Ana Bogdan

## Tabellone

### Legenda
| - Q = Qualificato - WC = Wild card - LL = Lucky loser | - ALT = Alternate - SE = Special Exempt - PR = Protected Ranking | - w/o = Walkover - r = Ritirato - d = Squalificato |

### Sezione 1
|  | Primo turno | Primo turno        | Primo turno        | Primo turno | Primo turno |  |  | Secondo turno | Secondo turno      | Secondo turno      | Secondo turno | Secondo turno |  |
|  |             |                    |                    |             |             |  |  |               |                    |                    |               |               |  |
|  | 1           | Zeynep Sönmez      | Zeynep Sönmez      | 6           | 6           |  |  |               |                    |                    |               |               |  |
|  |             | Ekaterina Makarova | Ekaterina Makarova | 1           | 0           |  |  | 1             | Zeynep Sönmez      | Zeynep Sönmez      | 2             | 3             |  |
|  | WC          | Astra Sharma       | Astra Sharma       | 3           | 2           |  |  | 7             | Polina Kudermetova | Polina Kudermetova | 6             | 6             |  |
|  | 7           | Polina Kudermetova | Polina Kudermetova | 6           | 6           |  |  |               |                    |                    |               |               |  |

### Sezione 2
|  | Primo turno | Primo turno   | Primo turno   | Primo turno | Primo turno |  |  | Secondo turno | Secondo turno | Secondo turno | Secondo turno | Secondo turno |  |
|  |             |               |               |             |             |  |  |               |               |               |               |               |  |
|  | 2           | Harriet Dart  | Harriet Dart  | 6           | 65          |  |  |               |               |               |               |               |  |
|  |             | Priscilla Hon | Priscilla Hon | 7           | 7           |  |  |               | Priscilla Hon | Priscilla Hon | 7             | 6             |  |
|  | Alt         | Guo Hanyu     | 3             | 6           | 6           |  |  | Alt           | Guo Hanyu     | Guo Hanyu     | 5             | 2             |  |
|  | 9           | Eva Lys       | 6             | 3           | 4           |  |  |               |               |               |               |               |  |

### Sezione 3
|  | Primo turno | Primo turno         | Primo turno         | Primo turno | Primo turno |  |  | Secondo turno | Secondo turno       | Secondo turno | Secondo turno | Secondo turno |  |
|  |             |                     |                     |             |             |  |  |               |                     |               |               |               |  |
|  | 3           | Sara Sorribes Tormo | Sara Sorribes Tormo | 6           | 6           |  |  |               |                     |               |               |               |  |
|  | WC          | Tahlia Kokkinis     | Tahlia Kokkinis     | 3           | 3           |  |  | 3             | Sara Sorribes Tormo | 7             | 2             | 0r            |  |
|  | WC          | Tina Nadine Smith   | Tina Nadine Smith   | 3           | 62          |  |  | 12            | Sára Bejlek         | 6             | 6             | 1             |  |
|  | 12          | Sára Bejlek         | Sára Bejlek         | 6           | 7           |  |  |               |                     |               |               |               |  |

### Sezione 4
|  | Primo turno | Primo turno          | Primo turno         | Primo turno | Primo turno |  |  | Secondo turno | Secondo turno        | Secondo turno        | Secondo turno | Secondo turno |  |
|  |             |                      |                     |             |             |  |  |               |                      |                      |               |               |  |
|  | 4           | Daria Saville        | 2                   | 6           | 5           |  |  |               |                      |                      |               |               |  |
|  |             | Anastasija Soboljeva | 6                   | 2           | 7           |  |  |               | Anastasija Soboljeva | Anastasija Soboljeva | 3             | 0             |  |
|  | PR          | Ysaline Bonaventure  | Ysaline Bonaventure | 2           | 4           |  |  | 11            | Maddison Inglis      | Maddison Inglis      | 6             | 6             |  |
|  | 11          | Maddison Inglis      | Maddison Inglis     | 6           | 6           |  |  |               |                      |                      |               |               |  |

### Sezione 5
|  | Primo turno | Primo turno               | Primo turno               | Primo turno | Primo turno |  |  | Secondo turno | Secondo turno             | Secondo turno             | Secondo turno | Secondo turno |  |
|  |             |                           |                           |             |             |  |  |               |                           |                           |               |               |  |
|  | 5           | Anna Karolína Schmiedlová | Anna Karolína Schmiedlová | 6           | 6           |  |  |               |                           |                           |               |               |  |
|  | WC          | Melisa Ercan              | Melisa Ercan              | 2           | 3           |  |  | 5             | Anna Karolína Schmiedlová | Anna Karolína Schmiedlová | 2             | 3             |  |
|  | PR          | Mirjam Björklund          | Mirjam Björklund          | 1           | 2           |  |  | 8             | Anca Todoni               | Anca Todoni               | 6             | 6             |  |
|  | 8           | Anca Todoni               | Anca Todoni               | 6           | 6           |  |  |               |                           |                           |               |               |  |

### Sezione 6
|  | Primo turno | Primo turno     | Primo turno     | Primo turno | Primo turno |  |  | Secondo turno | Secondo turno   | Secondo turno   | Secondo turno | Secondo turno |  |
|  |             |                 |                 |             |             |  |  |               |                 |                 |               |               |  |
|  | 6           | Ana Bogdan      | Ana Bogdan      | 6           | 6           |  |  |               |                 |                 |               |               |  |
|  |             | Arina Rodionova | Arina Rodionova | 1           | 2           |  |  | 6             | Ana Bogdan      | Ana Bogdan      | 6             | 6             |  |
|  |             | Emiliana Arango | Emiliana Arango | 6           | 6           |  |  |               | Emiliana Arango | Emiliana Arango | 2             | 4             |  |
|  | 10          | Heather Watson  | Heather Watson  | 4           | 4           |  |  |               |                 |                 |               |               |  |